# C/2015 D4 Borisov
C/2015 D4 (Borisov) è una cometa periodica, ma poiché il suo periodo supera i 200 anni viene considerata una cometa non periodica; è stata scoperta il 23 febbraio 2015.
La cometa ha una MOID relativamente piccola con il pianeta Giove  e una di sole 0,00338 UA, pari a poco più di 500.000 km con la Terra.

## Possibile sciame meteorico correlato
La piccolissima MOID con la Terra comporta la possibilità di dare origine ad uno sciame meteorico: nel luglio 2015 
Peter Jenniskens, Esko Lyytinen e Cédric Bemer hanno annunciato che la cometa potrebbe dare origine a piogge meteoriche nel 2017 e nel 2029: le piogge avrebbero una durata di circa un'ora e sarebbero originate da uno sciame meteorico con radiante posizionato nella costellazione della Colomba alle coordinate celesti 05h 20m : di ascensione retta e -32° : di declinazione (epoca di riferimento J2000.0), il picco massimo dello sciame meteorico cadrebbe tra il 28 e il 29 luglio con una velocità geocentrica di 45,9 km/s.